# Svenska F3-mästerskapet 1967
Svenska F3-mästerskapet 1967 var den fjärde säsongen av det svenska mästerskapet i formelbilsklassen Formel 3. Mästare blev Reine Wisell i en 	Brabham BT18 med Fordmotor.

## Slutställning
| Pl. | Förare             | Team                 | Bil (motor)         | Poäng |
| --- | ------------------ | -------------------- | ------------------- | ----- |
| 1   | Reine Wisell       |                      | Brabham BT18 (Ford) | 26    |
| 2   | Freddy Kottulinsky |                      | Lotus 41C (Ford)    | 24    |
| 3   | Lars Lindberg      | Lars Lindberg Racing | Brabham BT18 (Ford) | 23    |
| 4   | Ulf Svensson       |                      | Brabham BT21 (Ford) | 13    |
| 5   | Ronnie Peterson    |                      | Brabham BT18 (Ford) | 13    |
| 6   | Ove Nicklasson     |                      | Lotus 35 (Ford)     | 8     |
| 7   | Egert Haglund      |                      | Brabham BT18 (Ford) | 6     |
| 8   | Jean Johansson     |                      | Brabham BT16 (Ford) | 5     |
| 9   | Hans Nilsson       |                      | Lotus 41 (Ford)     | 3     |
| 10  | Lars Elgén         |                      | Brabham BT21 (Ford) | 3     |
| 11  | Hans Sjöstedt      |                      | Brabham BT16 (Ford) | 1     |
| 11  | Lars-Åke Tejby     |                      | Cooper T76 (Ford)   | 1     |